# Polikarp I
Polikarp I (zm. 89) – biskup Bizancjum.
Był następcą Onezyma, w 71 roku został wybrany na biskupa po trzyletnim wakacie. Przewodził wspólnocie chrześcijańskiej w Bizancjum przez osiemnaście lat, także w trakcie prześladowań zarządzonych przez cesarza Domicjana. Po śmierci w 89 roku został pochowany w kościele w Argyroupolis, gdzie spoczywali jego poprzednicy. 